# Castle Upton
Castle Upton  ist ein Schloss in Templepatrick im County Antrim.

## Geschichte
Das heutige Haupthaus wurde 1611 von Sir Robert Norton erbaut. Aus diesem Grund war das Schloss auch unter dem Namen Norton Castle bekannt. 1625 kaufte Henry Upton das Schloss. 1963 ging es in den Besitz der Familie Kinahan über, die es heute bewohnt. Ein Teil der Gebäude steht der Öffentlichkeit für Besichtigungen offen. Zudem kann das Schloss für Hochzeiten gemietet werden.

## Architektur
Die Außenmauer des Fronhofs des Schlosses läuft entlang der Hauptstraße von Templepatrick. Von dort gelangt man durch eine Torburg zum Schloss. Zentrum des Geländes ist der 1611 errichtete Wohnturm mit seinen bis zu 1,5 Metern dicken Mauern. Daneben befinden sich auf dem Gelände Stallungen, die im Stil einer römischen Befestigung erbaut wurden. Das Mausoleum wird vom National Trust verwaltet. Dieses in Form eines Triumphbogens erbaute Gebäude diente als Grabstätte der Viscounts Templetown. Es entstand während des grundlegenden Umbaus des Schlosses, welcher 1783 von Robert Adam durchgeführt wurde. Im Zuge dessen wurde auch das Wohnhaus erheblich erweitert. Der als Adams-Flügel bekannte Teil des Schlosses war gänzlich verfallen, wurde von den Eigentümern aber wieder aufgebaut.